# Encanteris de Merseburg
Els Encanteris de Merseburg (en alemany: die Merseburger Zaubersprüche), són dos encanteris medievals, escrits en alt alemany antic. Són els únics exemples coneguts de mitologia germànica pagana preservats en aquesta llengua. Van ser descoberts el 1841 per Georg Waitz, qui els va trobar en un manuscrit teològic de Fulda, escrit en el segle IX o el segle x, encara que existeix alguna especulació sobre la data dels sortilegis en si. El manuscrit (Cod. 136 f. 85a) estava conservat en la biblioteca del capítol de Merseburg, d'allà el seu nom.

## Forma
Cada encanteri està dividit en dues parts: un preàmbul, que conta la història d'un esdeveniment mitològic; i el sortilegi reial en la forma d'una analogia màgica («igual que ho era abans […] així serà també ara...»).
En la seva forma en vers, els encanteris són d'un tipus de transició; les línies mostren no només al·literació, sinó també rimes finals desenvolupades en el vers cristià del segle ix.

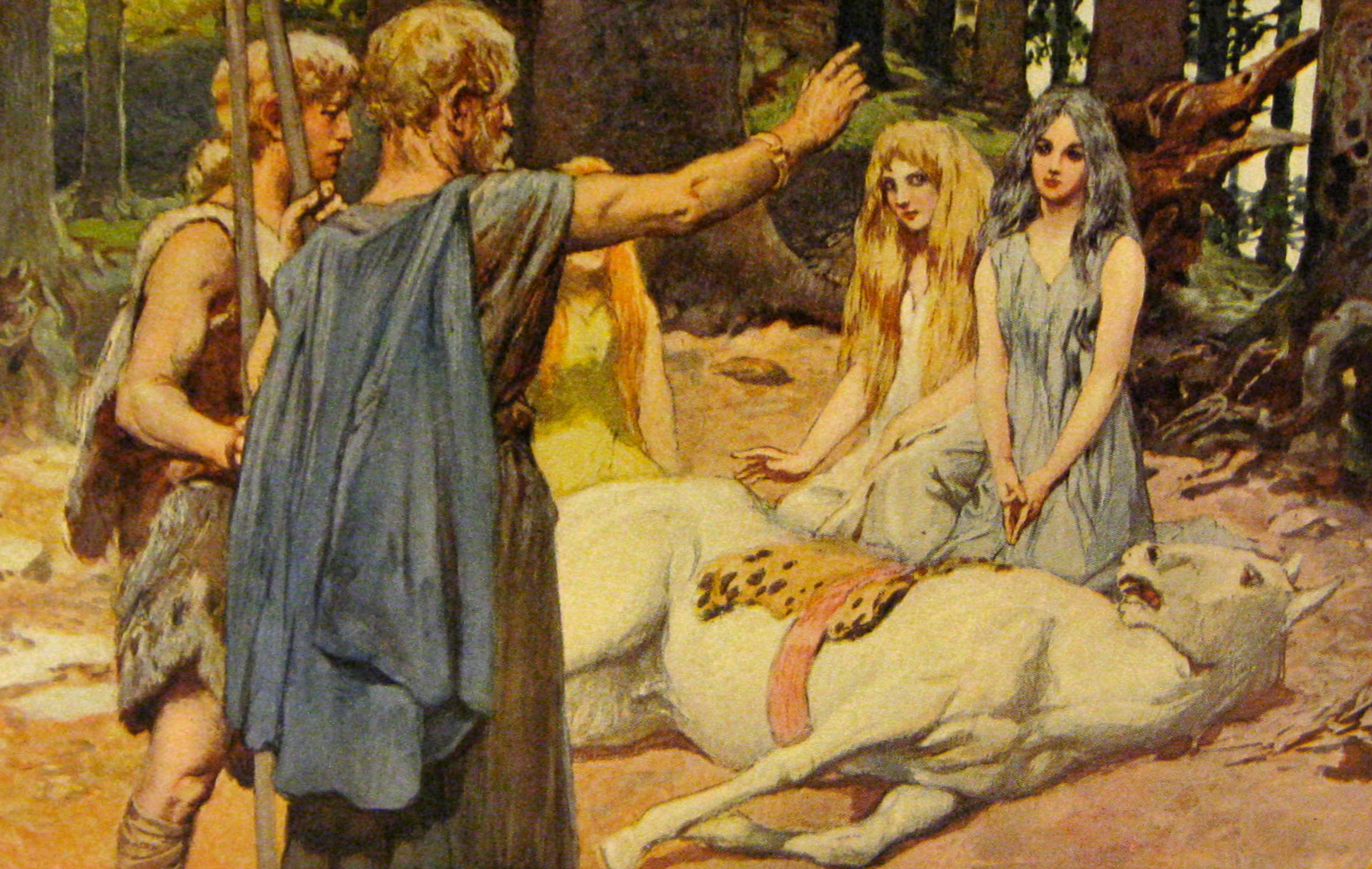
Pintura d'una representació de l'encanteri del cavall (1905) per Emil Doepler.

Escrits en el dialecte de Turíngia, en el primer encanteri unes dones amb els seus conjurs tracten d'alliberar els presoners dels seus lligams. El segon escrit comença amb un to èpic i que es resumeix en dues línies amb al·literació: Phol i Wuodan cavalquen pel bosc, quan un dels seus cavalls es trenca una pota. En la segona part del encanteri es presenta el conjur màgic sanador, conjur compost d'una triple repetició, el poder del qual sanador cobra efecte quan es nomena Wuodan com a senyor màgic. L'encanteri es llegeix així:
| « | (alt alemany antic) Phol ende uuodan uuorun zi holza. du uuart demo balderes uolon sin uuoz birenkit. thu biguol en sinthgunt, sunna era suister; thu biguol en friia, uolla era suister; thu biguol en uuodan, so he uuola conda sose benrenki, sose bluotrenki, sose lidirenki ben zi bena, bluot si bluoda, lid zi geliden, sose gelimida sin! | (català) Phol i Wodan van anar al bosc. Llavors el cavall de Balder va torçar-se el peu. Llavors Sinthgunt cantà encants, i Sunna la seva germana; Llavors Friia cantà encants i Volla la seva germana; Llavors Wodan cantà encants, com ell bé podria: Poden ser ossos esquinçats, ja sigui de sang esquinçat, ja sigui en les extremitats esquinçat: Os a os, sang a sang, Branca a branca, per la qual cosa son enganxades | » |

## Història
Entre els pobles germànics anteriors a l'escriptura, els encanteris tenien la funció «de fer utilitzable, a través de paraules vinculants, els poders màgics que la gent desitjava que els servissin». Han sobreviscut en gran quantitat, particularment als territoris on es parlaven les llengües germàniques; tanmateix, tots ells daten de l'edat mitjana i, per tant, porten el segell o mostren la influència del cristianisme.
El que és únic dels Encanteris de Merseburg és que encara reflecteixen molt clarament el seu origen precristià (anterior a l'any 750). Van ser transcrits per una raó desconeguda en el segle x per un clergue possiblement en l'abadia de Fulda, en una pàgina en blanc d'un llibre de litúrgia, que posteriorment va acabar en la biblioteca de Merseburg. Els encanteris han estat transmesos en minúscula carolíngia en l'última pàgina d'un missal en llatí. Els encanteris es van fer famosos en temps moderns gràcies a l'edició dels germans Grimm, que els van publicar el 1842.
El manuscrit dels Encanteris de Merseburg va estar en exposició fins a novembre de 2004 com a part de la mostra «Entre la Catedral i el món: 1000 anys del capítol de Merseburg», a la catedral de Merseburg. Prèviament, havien estat exposats l'any 1939.